# Keri Windsor

Keri Windsor, también conocida con el seudónimo de Lacey Ogden (Superior, Wisconsin; 3 de diciembre de 1973), es una actriz pornográfica estadounidense.

## Biografía
Windsor nació en Superior, Wisconsin y se mudó a Dhahran, Arabia Saudita a la edad de cuatro años. Posteriormente, Kerri, regresó a los Estados Unidos a los 14 años de edad y más tarde se convirtió en la primera jugadora femenina de fútbol americano del High School en Arizona. Windsor comenzó a salir con el antiguo jugador profesional de béisbol Mark Webb. En 1993, nació su primer hijo y posteriormente, la pareja se casó en 1995. Keri, comenzó a trabajar como modelo y a aparecer en pequeños papeles de teatro con 16 años.
En 1998, ingresó en la industria de películas para adultos. Su larga lengua se hizo popular por sus escenas de cunnilingus y anilingus. También es una reconocida fetichista de pies; en la mayoría de sus sexpolits la implican al culto hacia los pies de otras mujeres.
Windsor actualmente esta retirada de la industria del cine para adultos desde finales de 2004 e ingresó a la universidad. Sus planes iniciales habían sido seguir una carrera de derecho aunque posteriormente, se convirtió en socia de una empresa de deportes.